# Blush
Ruborizador, Blush (do inglês "enrubescer" ou "rubor") ou Rouge (do francês "vermelho") é um produto de maquilagem usados para realçar ou dar colorido às maçãs do rosto (bochechas), conferindo uma aparência saudável e corrigindo certas irregularidades da face, mas também pode causar mais danos faciais que o shadow eye (sombra de olho).

## História

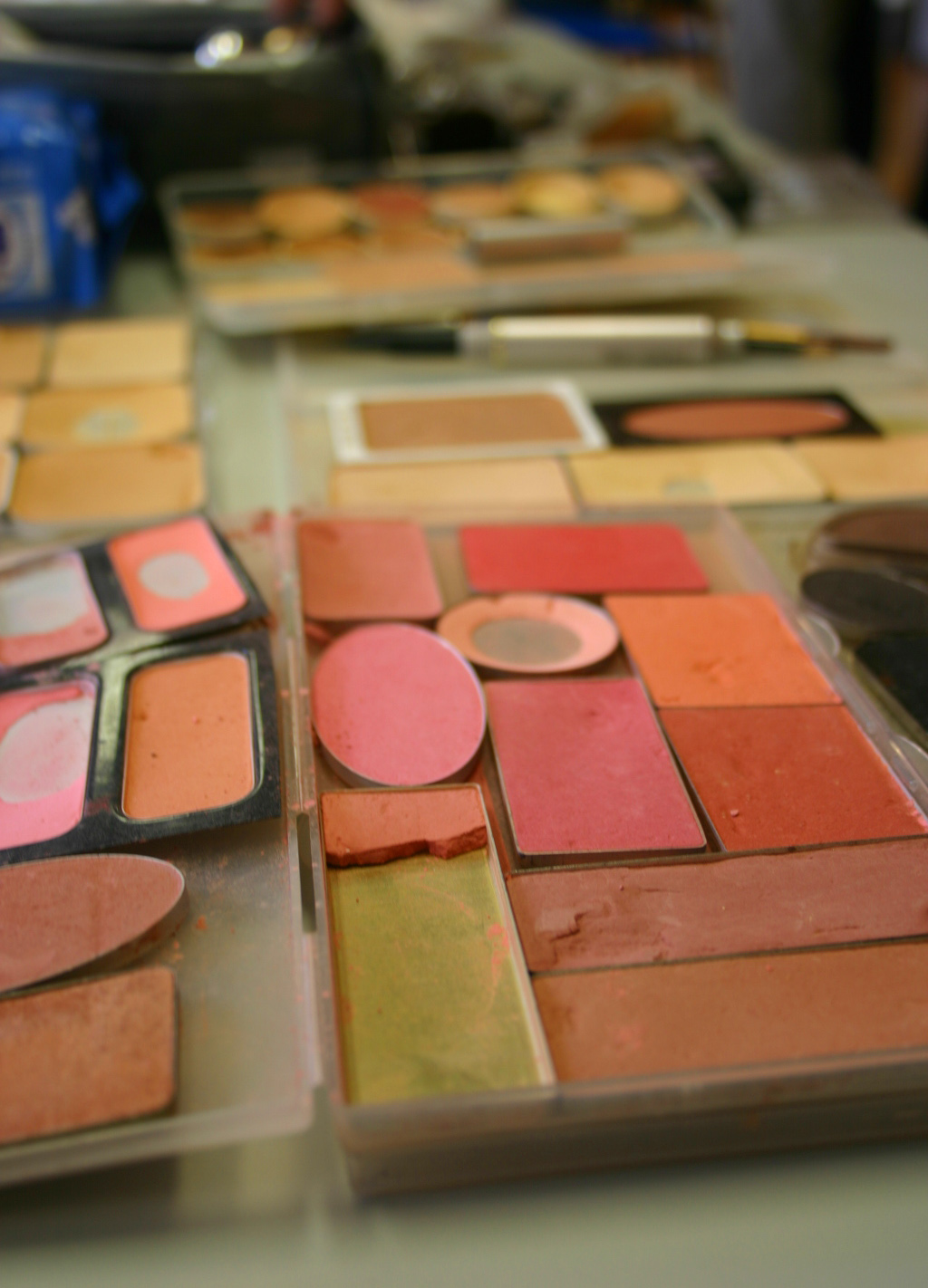
Variedade de tons de blush em pó

Os homens gregos e romanos antigos eram conhecidos por aplicar naturalmente pigmentos vermelhos, como ocre, fiicus, cinábrio, hena, açafrão, ou cochonilha como um tipo de rouge nas bochechas. As europeias usaram pó da madeira do pau-brasil depois que este se tornou um recurso comum no Ocidente e zarcão foi usado até 1920. Embora inicialmente o rouge tinha a textura de pomada mas com o passar do tempo adquiram outras texturas como cremes e géis, atualmente, o rouge em pó tem sido mais comum e popular devido o aspecto mais fino e potencial de duração maior.
Diferente de agora, o blush era usado tanto por mulheres quanto por homens na França, um inventário detalhado de 1768 mostra que tanto os homens quanto as mulheres compravam o blush, um cavalheiro de província encomenda "blush para teatro" enquanto outro reclama que sua encomenda de blush de tintura branca para o rosto estava atrasada. O blush também correspondia a apenas 1% a 7% do total de vendas de perfumistas oficiais, provavelmente porque vendedores específicos de blush faziam mais vendas operando fora dos livros.
O blush foi tão bem pensado que, quando o uso de "tintas" foi criticada, muitos escritores do século XIX abriram uma exceção para ele:

Se alguma vez a pintura tenha que ser proscrita, devemos implorar por uma exceção em favor do blush, o que deve ser usado de modo inocente e aplicado com arte para dar uma expressão ao rosto, que não a teria sem esse auxiliar.— The Toilette of Health, Beauty, and Fashion, Allen and Ticknor; 1834. p. 89.
Como matérias-primas e as receitas estavam disponíveis, as pessoas do século XIX poderiam fazer seu próprio blush, no entanto, na segunda metade desse século a tendência passou a ser a compra do blush já pronto. Um exemplo de receita de 1875.

## Composição química
As matérias-primas serão escolhidas em função de sua forma física, estando, por sua vez, condicionadas ao tipo de pele. Por exemplo, pós e géis para peles lipídicas ou endérmicas e cremes (emulsionados ou anidros) para peles alipídicas.
Os principais componentes encontrados em blush inclui uma base em pó e aglutinante. Os componentes da base em pó inclui fillers a base e minerais como o talco (silicato de magnésio), mica (um silicato de magnésio e alumínio), sericita (um tipo de mica hidratada) e caulinita ou caulim. O talco é o filler mais popular e tende a ser transparente dependendo do tamanho de suas partículas e tem textura suave ao toque. As fórmulas modernas raramente contém o caulim e tendem a ter uma textura grossa com propriedade de absorver muito óleo. Os aglutinantes secos são adicionados para permitir ao pó serem comprimidos e reter forma, estes inclui saponáceos metálicos como estearato de zinco ou estearato de magnésio e materiais polimerizantes como polietileno.